# Unione Sportiva Pro Vercelli 1935-1936
Questa voce raccoglie le informazioni riguardanti la Unione Sportiva Pro Vercelli nelle competizioni ufficiali della stagione 1935-1936.

## Rosa
| N. |                   | Ruolo | Calciatore            |
| -- | ----------------- | ----- | --------------------- |
|    | Italia (bandiera) | A     | Lanfranco Alberico    |
|    | Italia (bandiera) | C     | Dante Amarilli        |
|    | Italia (bandiera) | A     | Mario Autelli         |
|    | Italia (bandiera) | P     | Natale Balossino      |
|    | Italia (bandiera) | A     | Giovanni Barberis     |
|    | Italia (bandiera) | C     | Giovanni Bigando      |
|    | Italia (bandiera) | D     | Angelo Bredo          |
|    | Italia (bandiera) | C     | Luigi Caligaris       |
|    | Italia (bandiera) | A     | Luigi Casalino        |
|    | Italia (bandiera) | A     | Paolo De Grandi       |
|    | Italia (bandiera) | C     | Luciano Degara        |
|    | Italia (bandiera) | D     | Achille Dellarole (I) |

| N. |                   | Ruolo | Calciatore              |
| -- | ----------------- | ----- | ----------------------- |
|    | Italia (bandiera) | D     | Gavina Mario            |
|    | Italia (bandiera) | D     | Germano Lanino          |
|    | Italia (bandiera) | C     | Aldo Pondrano           |
|    | Italia (bandiera) | A     | Piero Romagnolo         |
|    | Italia (bandiera) | D     | Federico Roncarolo      |
|    | Italia (bandiera) | A     | Tommaso Roveglia        |
|    | Italia (bandiera) | C     | Pietro Salussoglia      |
|    | Italia (bandiera) | A     | Ferdinando Santagostino |
|    | Italia (bandiera) | P     | Egidio Scansetti        |
|    | Italia (bandiera) | C     | Teresio Traversa        |
|    | Italia (bandiera) | C     | Dino Zaghi              |
|    | Italia (bandiera) | A     | Riccardo Zama           |

## Risultati

### Serie B

#### Girone di andata
| Arbitro: | Gonani (Ravenna) |

|                               |           |  |
| Santagostino 10’ Barberis 21’ | Marcatori |  |

| Vercelli 22 settembre 1935 2ª giornata | Pro Vercelli         | 1 – 0 | Taranto | Stadio Leonida Robbiano\| Arbitro: \| Ciamberlini (Genova) \| |
| Arbitro:                               | Ciamberlini (Genova) |       |         |                                                               |

| Novara 29 settembre 1935 3ª giornata | Novara | 5 – 1 | Pro Vercelli | Stadio del Littorio |

| Arbitro: | Bertoli |

|                                                               |           |                                       |
| Santagostino 28’ Casalino 32’ (rig.), 75’ (rig.) Roveglia 85’ | Marcatori | ?’, 88’ Angelini 49’ (rig.) Giorgetti |

| Arbitro: | Ghetti (Modena) |

|  |           |          |
|  | Marcatori | Roveglia |

| Vercelli 20 ottobre 1935 6ª giornata | Pro Vercelli | 1 – 0 | Foggia | Stadio Leonida Robbiano |

| Modena 27 ottobre 1935 7ª giornata | Modena | 0 – 1 | Pro Vercelli | Campo di Viale Fontanelli |

| Arbitro: | Corradini |

|                  |           |                       |
| Santagostino 81’ | Marcatori | 59’ Begnini 65’ Landi |

| Arbitro: | Zelocchi (Modena) |

|             |           |                            |
| Ferrari 19’ | Marcatori | 79’ Romagnolo 81’ Roveglia |

| Vercelli 17 novembre 1935 10ª giornata | Pro Vercelli | 2 – 0 | Atalanta | Stadio Leonida Robbiano |

| Arbitro: | Salvadori |

|                                   |           |                              |
| Ferretti 1’, 81’ Gardini 29’, 57’ | Marcatori | 73’, 79’ (rig.) Santagostino |

| Catania 8 dicembre 1935 12ª giornata | Catania | 1 – 0 | Pro Vercelli | Campo di Piazza Verga |

| Arbitro: | Cardinali (Milano) |

|                                                |           |  |
| Alberico 60’, 63’, ?’ Degara 69’ Romagnolo 76’ | Marcatori |  |

| Ferrara 22 dicembre 1935 14ª giornata | SPAL | 1 – 1 | Pro Vercelli | Campo Littorio |

| Arbitro: | Mazzarini (Roma) |

|               |           |               |
| Montanari 16’ | Marcatori | 83’ Romagnolo |

| Arbitro: | Carminati (Milano) |

|  |           |          |
|  | Marcatori | 4’ Viani |

| Arbitro: | Mazza (Napoli) |

|                                |           |                        |
| Pomponi 8’, 38’, 68’ Conti 75’ | Marcatori | 20’ Barberis 37’ Zaghi |

#### Girone di ritorno
| Arbitro: | Levrero (Genova) |

|  |           |              |
|  | Marcatori | 65’ Alberico |

| Taranto 2 febbraio 1936 19ª giornata | Taranto | 0 – 0 | Pro Vercelli | Stadio del Littorio |

| Vercelli 9 febbraio 1936 20ª giornata | Pro Vercelli | 2 – 0 | Novara | Stadio Leonida Robbiano |

| Viareggio 5 aprile 1936 21ª giornata | Viareggio | 2 – 0 | Pro Vercelli | Stadio Polisportivo |

| Vercelli 23 febbraio 1936 22ª giornata | Pro Vercelli | 2 – 0 | Aquila | Stadio Leonida Robbiano |

| Foggia 1 marzo 1936 23ª giornata | Foggia       | 1 – 1 | Pro Vercelli | Campo Sportivo del Littorio\| Arbitro: \| Mauri (Como) \| |
| Arbitro:                         | Mauri (Como) |       |              |                                                           |

| Vercelli 8 marzo 1936 24ª giornata | Pro Vercelli     | 1 – 3 | Modena | Stadio Leonida Robbiano\| Arbitro: \| Candela (Genova) \| |
| Arbitro:                           | Candela (Genova) |       |        |                                                           |

| Verona 15 marzo 1936 25ª giornata | Verona             | 0 – 0 | Pro Vercelli | Stadio Comunale di via Bentegodi\| Arbitro: \| Carminati (Milano) \| |
| Arbitro:                          | Carminati (Milano) |       |              |                                                                      |

| Vercelli 22 marzo 1936 26ª giornata | Pro Vercelli         | 0 – 0 | Vigevano | Stadio Leonida Robbiano\| Arbitro: \| Gondola (Monfalcone) \| |
| Arbitro:                            | Gondola (Monfalcone) |       |          |                                                               |

| Bergamo 29 marzo 1936 27ª giornata | Atalanta          | 1 – 0 | Pro Vercelli | Stadio Mario Brumana\| Arbitro: \| Curradi (Firenze) \| |
| Arbitro:                           | Curradi (Firenze) |       |              |                                                         |

| Arbitro: | Pizziolo (Firenze) |

|                    |           |              |
| Romagnolo Traversa | Marcatori | 68’ Ferretti |

| Arbitro: | Saracini (Ancona) |

|              |           |                                      |
| Roveglia 85’ | Marcatori | 8’ Nicolosi 20’ Franzoni 34’ Manazza |

| Arbitro: | Mazza (Napoli) |

|                      |           |                  |
| Dusi Cristina Fenini | Marcatori | De Marchi Degara |

| Vercelli 3 maggio 1936 31ª giornata | Pro Vercelli | 2 – 0 | SPAL | Stadio Leonida Robbiano\| Arbitro: \| Sassi (Roma) \| |
| Arbitro:                            | Sassi (Roma) |       |      |                                                       |

| Arbitro: | Mastellari (Bologna) |

|             |           |              |
| Barberis 9’ | Marcatori | 90’ Costanzo |

| Arbitro: | Zelocchi (Modena) |

|                   |           |            |
| Michelini 9’, 77’ | Marcatori | 83’ Degara |

| Arbitro: | Rossi (Roma) |

|               |           |  |
| Romagnolo 61’ | Marcatori |  |

### Coppa Italia
| Arbitro: | Ceccherini (Como) |

|                         |           |             |
| Barberis 13’ Degara 54’ | Marcatori | 74’ Mainini |

| Arbitro: | Ciamberlini (Genova) |

|                                               |           |  |
| Meucci 6’, 44’, 70’ Ravizzoli 15’ Bellini 85’ | Marcatori |  |

## Statistiche

### Statistiche di squadra
| Competizione | Punti | In casa | In casa | In casa | In casa | In casa | In casa | In trasferta | In trasferta | In trasferta | In trasferta | In trasferta | In trasferta | Totale | Totale | Totale | Totale | Totale | Totale | DR |
| Competizione | Punti | G       | V       | N       | P       | Gf      | Gs      | G            | V            | N            | P            | Gf           | Gs           | G      | V      | N      | P      | Gf     | Gs     | DR |
| ------------ | ----- | ------- | ------- | ------- | ------- | ------- | ------- | ------------ | ------------ | ------------ | ------------ | ------------ | ------------ | ------ | ------ | ------ | ------ | ------ | ------ | -- |
| Serie B      | 37    | 17      | 11      | 2       | 4       | 28      | 14      | 17           | 4            | 5            | 8            | 16           | 26           | 34     | 15     | 7      | 12     | 44     | 40     | +4 |
| Coppa Italia |       | 1       | 1       | 0       | 0       | 2       | 1       | 1            | 0            | 0            | 1            | 0            | 5            | 2      | 1      | 0      | 1      | 2      | 6      | -4 |
| Totale       |       | 18      | 12      | 2       | 4       | 30      | 15      | 18           | 4            | 5            | 9            | 16           | 31           | 36     | 16     | 7      | 13     | 46     | 46     | 0  |

### Statistiche dei giocatori
| Giocatore       | Serie B  | Serie B | Coppa Italia | Coppa Italia | Totale   | Totale |
| Giocatore       | Presenze | Reti    | Presenze     | Reti         | Presenze | Reti   |
| --------------- | -------- | ------- | ------------ | ------------ | -------- | ------ |
| L. Alberico     | ?        | ?       | ?            | ?            | ?        | ?      |
| D. Amarilli     | ?        | ?       | ?            | ?            | ?        | ?      |
| M. Autelli      | ?        | ?       | ?            | ?            | ?        | ?      |
| N. Balossino    | ?        | ?       | ?            | ?            | ?        | ?      |
| G. Barberis     | ?        | ?       | ?            | ?            | ?        | ?      |
| G. Bigando      | ?        | ?       | ?            | ?            | ?        | ?      |
| A. Bredo        | ?        | ?       | ?            | ?            | ?        | ?      |
| L. Caligaris    | ?        | ?       | ?            | ?            | ?        | ?      |
| L. Casalino     | ?        | ?       | ?            | ?            | ?        | ?      |
| P. De Grandi    | ?        | ?       | ?            | ?            | ?        | ?      |
| L. Degara       | ?        | ?       | ?            | ?            | ?        | ?      |
| A. Dellarole    | ?        | ?       | ?            | ?            | ?        | ?      |
| M. Gavina       | ?        | ?       | ?            | ?            | ?        | ?      |
| G. Lanino       | ?        | ?       | ?            | ?            | ?        | ?      |
| A. Pondrano     | ?        | ?       | ?            | ?            | ?        | ?      |
| P. Romagnolo    | ?        | ?       | ?            | ?            | ?        | ?      |
| F. Roncarolo    | ?        | ?       | ?            | ?            | ?        | ?      |
| T. Roveglia     | ?        | ?       | ?            | ?            | ?        | ?      |
| P. Salussoglia  | ?        | ?       | ?            | ?            | ?        | ?      |
| F. Santagostino | ?        | ?       | ?            | ?            | ?        | ?      |
| E. Scansetti    | ?        | ?       | ?            | ?            | ?        | ?      |
| T. Traversa     | ?        | ?       | ?            | ?            | ?        | ?      |
| D. Zaghi        | ?        | ?       | ?            | ?            | ?        | ?      |
| R. Zama         | ?        | ?       | ?            | ?            | ?        | ?      |